# Vanja Ćirić
Vanja Ćirić (Zagreb, 23. kolovoza 1976.) je hrvatska kazališna i televizijska glumica.

## Filmografija

### Televizijske uloge
- "Da sam ja netko" kao žena s kolicima (2015.)
- "Stipe u gostima" kao prodavačica/službenica u banci (2010. – 2012.)
- "Luda kuća" kao Irina (2008.)
- "Obični ljudi" kao bračna savjetnica (2007.)
- "Naša mala klinika" kao Jadranka (2005.)
- "Zabranjena ljubav" kao Nadija Borić (2005.)
- "Zlatni vrč" kao Mare (2004.)

### Filmske uloge
- "Plavi cvijet" (2021.)
- "Ti mene nosiš" kao žena s kolicima (2015.)

### Sinkronizacija
- "Scooby-Doo!" kao Velma Dinkley (2020.)
- "UglyDolls" kao Kitty (2019.)
- "Moja čudovišna obitelj" kao Prodavačica avionskih karata (2016.)
- "Pjevajte s nama" kao Rosita (2016.)
- "Simpsoni film" kao Lisa Simpson (2007.)
- "Jagodica Bobica" kao Medena (2006. – 2007.)
- "Jagodica Bobica - Film o slatkim snovima" kao Medena (dijalog) (2006.)
- "Lilo i Stitch (serija)" kao Spinelli (2006.)
- "What's New, Scooby Doo?" kao Velma Dinkley (2006.)
- "Avanture Polly Pocket" kao Crissy i Lorelai (2006.)
- "Tom i Jerry lete na Mars" kao Marsovka Peep (2005.)
- "Scooby Doo, Where Are You!" kao Velma Dinkley (Project 6 sink.) (2004.)
- "Wompkijeva družina" kao Baka (2004.)
- "Roxanin najbolji Božić" kao Baby (2003.)
- "Iron Man: Animirana serija" kao Wanda Maximoff/Grimizna vještica (2003.)
- "Vitezovi Mon Colle" kao Gluko (2003.)
- "Transformeri (2001.)" kao TA-I (2003.)
- "Mala sirena ((Saban Entertainment i Fuji Television)" kao Winnie (2003.)
- "Krava i pile" kao Mama
- "Ed, Edd i Eddy" kao Ivo i Marija Horvat
- "Dva glupa psa" kao Kenny
- "Medvjedići dobra srca" kao Brzić (Project 6 sink.)
- "Voljeni doktor Martini" kao Cetina

## Vanjske poveznice
- Vanja Ćirić u internetskoj bazi filmova IMDb-u (engl.)
- Stranica na Komedija.hr  Arhivirana inačica izvorne stranice od 11. listopada 2011. (Wayback Machine)